# Дибутилфталат
Дибутилфталат (дибутил бензол-1,2-дикарбоксилат) C6H4(COOC4H9)2 — дибутиловый эфир фталевой кислоты.

## Свойства
Дибутилфталат представляет собой бесцветную маслянистую жидкость, tкип 340 °C (с разложением) (206 °C при 10 мм рт. ст.), хорошо растворимую в органических растворителях (этаноле, диэтиловом эфире, бензоле, ацетоне), малорастворим в воде (~0,1 % при 20 °C). 
Проявляет химические свойства, характерные для сложных эфиров.

## Синтез и свойства
Дибутилфталат синтезируют этерификацией н-бутилового спирта и фталевым ангидридом в присутствии кислотных катализаторов (бензолсульфокислота или другие сульфокислоты) при 120—140 °C. Реакционную смесь нейтрализуют водными растворами гидроксидов или карбонатов щелочных металлов, отмывают водой. Избыток бутанола удаляют перегретым паром.

## Промышленное применение
Применяется как пластификатор (ГОСТ 8728-88) композиций на основе поливинилхлорида, каучуков, эпоксидных смол, цианоакрилатов, некоторых эфиров целлюлозы и как высококипящий растворитель. Входит в состав клея БФ-6.
Дибутилфталат применяется также в качестве репеллента (код P03BX03 в системе ВОЗ ATC (Anatomical Therapeutic Chemical Classification System))